# ژاپن در المپیک تابستانی ۲۰۰۰

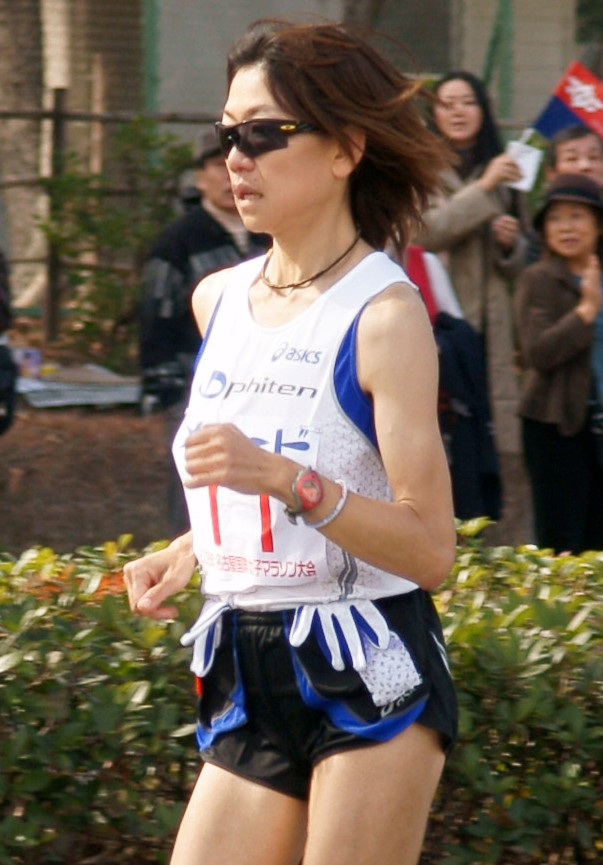
نائوکو تاکاهاشی

ژاپن در بازی‌های المپیک تابستانی ۲۰۰۰ که در شهر سیدنی استرالیا برگزار شد، کاروان ژاپن با ۲۶۶ ورزشکار در این رقابت‌ها شرکت کرد و موفق به کسب ۱۸ مدال (۵ طلا، ۸ نقره، ۵ برنز) شد. در جدول رتبه‌بندی توزیع مدال‌ها، ژاپن در ردهٔ ۱۵ مسابقات قرار گرفت.